# محمد یاسین محمد
محمد یاسین  (عربی: محمد ياسين؛ ۷ ژانویه ۱۹۶۳ – ۲۴ ژوئن ۲۰۲۰) یک وزنه‌بردار اهل عراق بود. وی در بازی‌های المپیک تابستانی ۱۹۸۰ و بازی‌های المپیک تابستانی ۱۹۸۴ شرکت کرد که موفق به کسب مدالی نشد.
وی در ۲۴ ژوئن ۲۰۲۰ میلادی بر اثر ابتلا به ویروس کرونا در سوئد درگذشت.